# Rohozenský potok (přítok Chrudimky)
Rohozenský potok je pravostranný přítok řeky Chrudimky v okrese Chrudim v Pardubickém kraji. Délka toku činí 3,5 km. Plocha povodí měří 6,5 km².

## Průběh toku
Potok pramení severozápadně od Rohozné v nadmořské výšce okolo 585 m. Po celé své délce směřuje převážně jižním směrem. Na horním toku zadržuje jeho vody rozlehlý Rohozenský velký rybník, jehož plocha činí 19,8 ha. Pramenná oblast Rohozenského potoka spolu s rybníkem se nachází v přírodní rezervaci Strádovka. Zhruba kilometr jižně od hráze rybníka je přes potok vedena silnice I/37. Za silnicí přitéká zleva bezejmenný přítok, na jehož horním toku v okolí Hubského rybníka (2,3 ha) se nalézá další přírodní rezervace nazývaná Hubský. Na posledním kilometru protéká potok severozápadní částí Trhové Kamenice. Zde podtéká silnici II/343 a přijímá zleva další bezejmenný přítok, který odvádí vodu z východních a jižních svahů vrchu Svárov (613 m n. m.). Do Chrudimky se Rohozenský potok vlévá na 73,2 říčním kilometru, při západním okraji Trhové Kamenice, v nadmořské výšce okolo 525 m.

### Geomorfologické členění
Rohozenský potok odvodňuje část Nasavrcké vrchoviny, která je okrskem Sečské vrchoviny. Sečská vrchovina je podcelkem Železných hor. Nejvyšším bodem celého povodí je vrch Svárov (613 m n. m.).